# 't Woud
't Woud é uma vila dos Países Baixos, na província de Guéldria e pertence ao município de Nijkerk. Esta situado a 12 km, a leste de Amersfoort.
A vila tem uma população estimada em 1790 habitantes, incluindo a população das partes periféricas, bem como a zona rural circundante.